# İhsaniye
İhsaniye est une ville et un district de la province d'Afyonkarahisar dans la région égéenne en Turquie.

## Géographie

### Localités
- Oğulbeyli